# Dukas (Historiker)
Dukas (* um 1400; † nach 1462) war ein byzantinischer Geschichtsschreiber.
Alle Informationen über D(o)ukas erschließen sich aus seinem Geschichtswerk. Sein Taufname ist unbekannt, doch könnte er nach seinem Großvater väterlicherseits Michael benannt worden sein. Er war möglicherweise mit der angesehenen Familie der Dukai verwandt.
1421 lebte er in Nea Phokaia in Kleinasien, wo er als Sekretär und Beauftragter im Dienst des dortigen genuesischen Podestà stand. Später diente er der Familie Gattilusio auf der Insel Lesbos, bis die Insel 1462 an die Osmanen fiel. In deren Auftrag war er auch mit diplomatischen Missionen betraut. Im Sommer 1453 scheint er auch das kurz zuvor an die Türken gefallene Konstantinopel besucht zu haben.
Nach 1462 verfasste er ein griechischsprachiges Geschichtswerk, dessen Titel nicht überliefert ist. Es beginnt mit einem kurzen Abriss der Weltgeschichte, um dann ab dem Jahr 1341 detaillierter zu werden und endet abrupt im Jahr 1462. Dukas hatte Zugriff auf türkische und italienische Quellen. Er liefert wichtige Informationen und wird allgemein als recht zuverlässig eingestuft. Anders als Michael Kritobulos, der auch türkische Perspektiven übernahm, wird Mehmed II. von Dukas deutlich negativer gesehen.

## Ausgaben und Übersetzungen
- Diether Roderich Reinsch (Hrsg.): Dukas. Chronographia – Byzantiner und Osmanen im Kampf um die Macht und das Überleben (1341–1462). Griechisch-deutsch. Sammlung Tusculum. De Gruyter, Berlin/Boston 2020.
- Harry Margoulias (Hrsg.): Dukas. Decline and Fall of Byzantium to the Ottoman Turks („Historia Byzantina“). University Press, Detroit 1975, ISBN 0-8143-1540-2.